# Clova (Québec)
Pour les articles homonymes, voir Clova.
Clova est un hameau compris dans le territoire de la ville de La Tuque, en Mauricie, au Québec (Canada). L'agglomération, probablement nommée d'après un village en Écosse, doit son existence à la construction d'une gare, puis à l'exploitation des ressources forestières environnantes. L'industrie du bois et le tourisme (chasse, pêche) sont aujourd'hui au centre des activités.

## Toponymie
Le nom Clova pourrait être originaire d'Écosse, reprenant le nom d'un village (en) en Angus. Des immigrants écossais installés à Montréal ont travaillé à la construction du chemin de fer qui traverse la localité.
Le nom Clova est d'abord porté par la gare le long du chemin de fer du Canadien National, desservant aujourd'hui le hameau. Le bureau de poste, une rivière et un lac à proximité sont également nommés Clova.
Le cratère de Clova sur Mars, d'un diamètre de 7,75 km, est nommé d'après le hameau en 1988.

## Histoire
Le hameau doit son existence à la construction du chemin de fer National Transcontinental au début du xxe siècle. La construction du chemin de fer est décrétée en 1903 afin de relier Québec à Winnipeg via l'Abitibi, Cochrane et Hearst.
L'industrie forestière, notamment la coupe de bois, est le moteur de l'économie en Haute-Mauricie au début du xxe siècle. En 1920, la Canadian International Paper Company (CIP) construit à Clova un poste d'exploitation forestière qui agit comme point focal, d'où sont dispersés les bûcherons et sont expédiées les marchandises,. Un bureau de poste est ouvert en 1925.
Lors de la colonisation de l'Abitibi vers 1930, la gare de Clova est une étape ferroviaire importante pour les colons en migration.

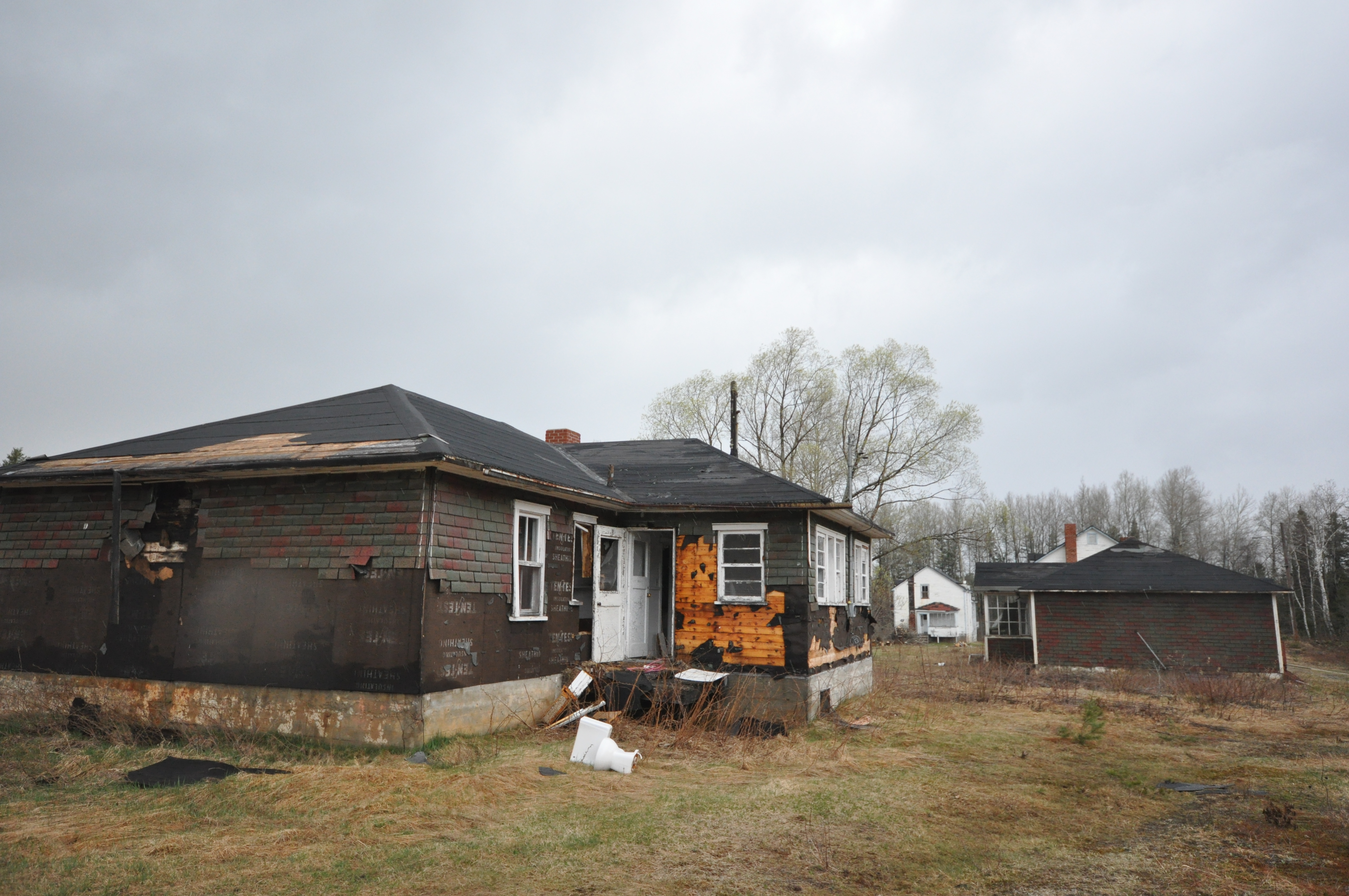
Le village de Clova a connu un déclin après la fermeture de la CIP, sans pour autant disparaître.

Une église catholique est construite en 1956.  
Les installations de la CIP ferment en 1965, mais le hameau perdure. Il demeure la propriété de la forestière jusqu'en 1978, date à laquelle il est repris par un groupe de pourvoyeurs pour la somme de 100 000 $. Si la CIP s'occupait auparavant de l'approvisionnement du village et de l'entretien de ses infrastructures, les résidents doivent s'organiser dans les années 1980 afin de maintenir une desserte routière, un signal de télévision et un dispensaire. Le dispensaire est fermé en 1997. 
En 1996, le petit village est le théâtre d'une saisie de drogue spectaculaire impliquant des avions de chasse de la Drug Enforcement Administration, l'agence américaine de lutte contre le trafic de stupéfiants. 
En 2001, la population du hameau et de ses environs est de 64 habitants. 
Le 5 juin 2023, en raison du nombre de feux de forêts actifs au Québec et de leur intensité, le premier ministre François Legault annonce que Clova n'est pas visé en priorité par les opérations de combat contre les incendies par avions-citerne : « Malheureusement, [...] on a comme perdu le contrôle. On va être obligé de laisser brûler Clova »,. La SOPFEU tempère la déclaration du premier ministre, en affirmant combattre le feu au sol et par hélicoptère pour épargner le village,.

## Géographie

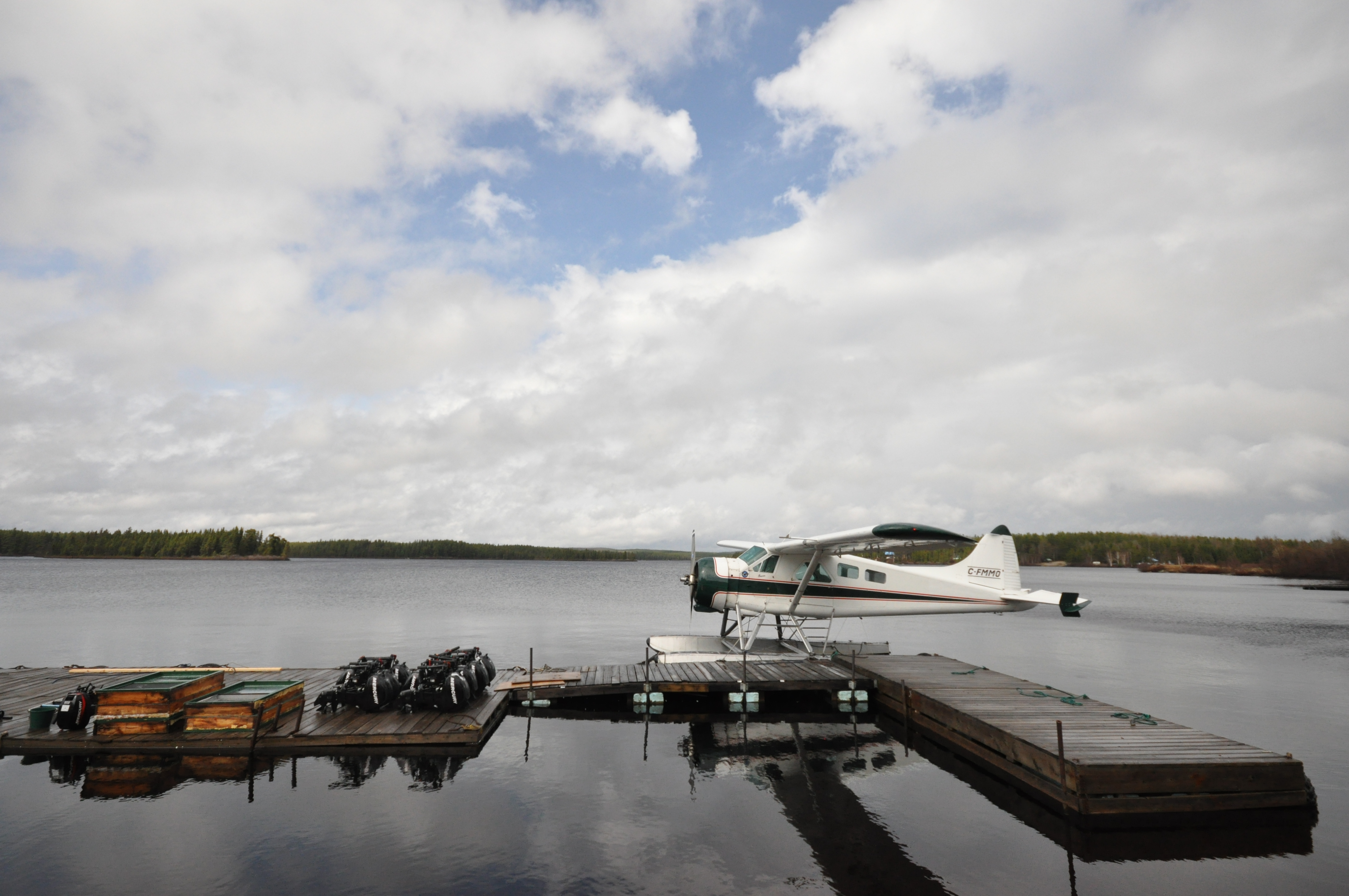
Les berges du lac Duchamp sont utilisées comme hydroaérodrome.

Le hameau, localisé à la limite de la Mauricie et de l'Abitibi, est compris dans le territoire de la ville de La Tuque. Il est situé à 200 km au nord-ouest du centre-ville et à 50 kilomètres du village de Parent. Le hameau est accessible par la route depuis Parent, mais aussi par chemin de fer sur la ligne Montréal-Senneterre. La gare de Clova est d'ailleurs désignée gare patrimoniale du Canada en 1995.
Un barrage a été érigé sur la rivière Clova afin de permettre le flottage du bois,.
Une centrale thermique alimentée au diésel d'une puissance maximale de 530 kW alimente le secteur en électricité. Son remplacement est planifié par Hydro-Québec.
Clova est aujourd'hui un relais pour les pourvoiries de chasse et pêche, ainsi que pour les motoneigistes.

## Personnalités liées
Fils d'un bûcheron travaillant pour la CIP, Yves Beauchemin demeure à Clova entre 1946 et 1954, soit entre l'âge de 5 et 13 ans. L'auteur consigne dans Une nuit à l’hôtel un séjour dans un hôtel délabré de Clova en compagnie de sa femme. La nouvelle est publiée dans un recueil éponyme en 2001.